# Nic Cester
Nicholas John Cester, detto Nic (Melbourne, 6 luglio 1979), è un cantautore e chitarrista australiano, frontman, insieme al fratello Chris, del gruppo musicale rock Jet, giunto al successo mondiale con l'album Get Born, del 2003.

## Biografia

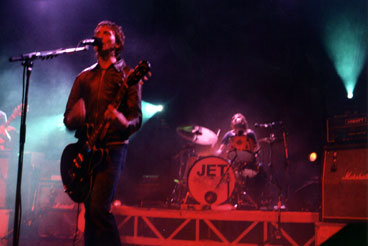
Nic e Chris Cester in concerto

Nato a Melbourne, Cester è il maggiore di quattro fratelli, nati da madre scozzese e padre australiano i cui genitori erano italiani, provenienti dalla provincia di Treviso (Elisa) e dalla provincia di Pordenone (Ercole). Frequentò il St. Bedes Boys College di Mentone. La grafia del cognome è Cester senza la h dopo la c perché è di origine friulana e in origine si pronunciava Cestèr.
Nel 1996 formò i Jet con Cameron Muncey mentre frequentava la High School. Cester decise di imparare a suonare la chitarra dopo che vide lo zio suonare Blackbird dei Beatles. L'ultima formazione di Jet era composta da Nic Cester (voce, chitarra), il fratello Chris (batteria, percussioni, voce), Cameron Muncey (prima chitarra, voce) e Mark Wilson (basso). Quando la band iniziò ad esibirsi nei club, Cester lavorava in un'industria di Melbourne come operatore del carrello elevatore. I Jet, che suonavano regolarmente all'Hotel Duke of Windsor di Chapel Street, nel Windsor, furono notati da Dave Powell della Majorbox Music, che li scritturò sotto l'etichetta Elektra dopo che il singolo di debutto, Take It Or Leave It, divenne una hit.
Cester è anche tra i fondatori del supergruppo The Wrights, che ha pubblicato un solo singolo, per beneficenza, diviso in tre parti per una durata totale di undici minuti. Il singolo è una cover del brano di Stevie Wright Evie.
Nel 2010, per il festival Big Day Out di Sydney, ha cantato Back in Black degli AC/DC assieme ai Muse.
Nel 2014 ha partecipato alla rimasterizzazione dell'album Hai paura del buio? degli Afterhours, reinterpretando il brano Veleno.
Dal 2014 ha soggiornato tra Italia e Germania, impegnato nella scrittura del suo primo album solista. Dalla permanenza in Italia è nata l'idea di costituire il gruppo Nic Cester & The Milano Elettrica, band di nove elementi con due batterie e una sezione di fiati di cui fanno parte anche Adriano Viterbini e Sergio Carnevale dei Bluvertigo. La band ha debuttato nell'aprile 2017 per due date a Melbourne, in Australia, e ha poi suonato a Londra. Nel luglio 2017 la band ha fatto da supporto ai Kasabian durante le date italiane del gruppo inglese (Roma, Padova e Lucca).
Nel novembre 2017 ha pubblicato il suo primo album in studio da solista, Sugar Rush, a cui hanno partecipato Tommaso Colliva in qualità di produttore e i Calibro 35 come band.
Nel 2020 esce l'album live del supergruppo The Jaded Hearts Club chiamato Live at the 100 Club e composto da cover principalmente dei Beatles. In seguito escono anche due singoli originali, Nobody but me and This Love Starved Heart of Mine.

## Discografia

### Da solista
- 2017 – Sugar Rush

### Con i Jet
- 2003 – Get Born
- 2006 – Shine On
- 2009 – Shaka Rock

### Con i Jaded Hearts Club
- 2020 - Live at the 100 Club
- 2020 - You've Always Been Here

## Vita privata
Parla fluentemente l'italiano, imparato dal 2014. È fidanzato con Pia McGeoch e quando non è impegnato in tour trascorre molto tempo tra Melbourne e Como. Nell'agosto 2004 perse il padre, morto di cancro. Scrisse la canzone Shine On dedicandola ai fratelli minori e ai cugini. Nell'ottobre 2006 gli furono diagnosticati dei noduli alle corde vocali. I concerti dei Jet furono rinviati e poi recuperati.